# Арнем (космодром)
Космический центр «Арнем» (англ. Arnhem Space Centre) — первый коммерческий космодром Австралии. Расположен недалеко от Нхулунби, городка на полуострове Гоув на северо-востоке Арнем-Ленда — исторического региона на Северной территории Австралии. Его расположение всего в 12° к югу от экватора делает это место подходящим для космодрома.
Космический центр «Арнем» принадлежит и управляется компанией Equatorial Launch Australia (ELA).

## Обустройство
Космический центр Арнема оборудован для запуска как суборбитальных полетов, так и малых орбитальных ракет-носителей спутников. Расположение площадки вблизи экватора предпочтительно для запуска орбитальных ракет на восток, так как дополнительная скорость обеспечивается за счет вращения Земли.

## Запуски
26 июня 2022 года американское космическое агентство НАСА использовало это место для своего первого запуска из коммерческого порта за пределами США. Ракета представляла собой Black Brant IX с рентгеновским квантовым калориметром (XQC) для рентгеновской астрономии Висконсинского университета в Мадисоне. Миссия представляла собой суборбитальный полет с апогеем 203 мили (327 км). Это был первый запуск суборбитальной ракеты из Космического центра Арнема на северо-востоке Арнемленда. Миссия прошла успешно.
Дальнейшие запуски НАСА запланированы на 4 и 12 июля 2022 года.